# Daniel Igali
Daniel Igali, född den 3 februari 1974 i Bayelsa, Nigeria, är en kanadensisk brottare som tog OS-guld i lättviktsbrottning i fristilsklassen 2000 i Sydney. 
I november 2006 skadades Igali allvarligt till följd av ett rån i Nigeria.